# حزب اليسار الراديكالي (فرنسا)
الحزب الراديكالي اليساري (PRG) هو حزب سياسي فرنسي يُنسب للوسط واليسار، وهو حزب جمهوري وعلماني، تأسس في عام 1972 من قبل أعضاء متمردين عن الحزب الراديكالي. عرف الحزب تسميات متعددة خلال وجوده، بما في ذلك تسمية حركة الراديكاليين اليساريين (MRG) من عام 1973 حتى عام 1994.
في عام 2017، قرر الحزب بدء عملية اندماج مع الحزب الراديكالي ضمن حركة الراديكاليين (MR). قبل حل PRG المقرر، قررت القيادة الوطنية للحزب استعادة استقلاليتها في بداية عام 2019. اختار جزء من الأعضاء في ذلك الوقت البقاء في MR. وفي السياق نفسه، أصبح غيوم لاكروا رئيسًا للحزب.

## تاريخ

### حركة اليسار الراديكالي الاشتراكي (1972-1973)
ظهر الحزب الراديكالي اليساري (PRG) في عام 1972 بسبب انشقاق من الحزب الراديكالي، حيث كان قادته (موريس فور، رينيه بيليريس، روبرت فابر وجاك ماروسيلي) يرغبون في الانضمام إلى البرنامج المشترك لليسار ودعم الترشيح الوحيد لفرانسوا ميتران للانتخابات الرئاسية في عام 1974. وكان التيار المعارض للتوجهات التي اتخذها جان جاك سيرفان شرايبر في البداية يُعرف باسم "مجموعة دراسات وعمل راديكالي اشتراكي" (GEARS).
ووفقًا لفريدريك فوغاتشي، المؤرخ المتخصص في الراديكالية ومدير الدراسات في مؤسسة شارل ديغول، "حدث الانشقاق في عام 1972 في وقت اتحاد اليسار. رفض رئيسه آنذاك، جان جاك سيرفان شرايبر، التحالف مع الشيوعيين. والذين كانوا بحاجة إلى أصوات اليسار محليًا للفوز في الانتخابات التشريعية عام 1973، انشقوا لإنقاذ مقاعدهم. كان ذلك أكثر عن استراتيجيات محلية منها خلافات مذهبية."
بعد ذلك، اتخذت الحركة اسم "حركة اليسار الراديكالي الاشتراكي" (MGRS)، الذي تفوق على اسم "حركة العمل الراديكالي الاشتراكي" (MARS).

### حركة الراديكاليين اليساريين (1973-1994)
في يناير 1973، تغير اسم الحزب إلى حركة الراديكاليين اليساريين (MRG).
محاولات روبرت فابر لاستقطاب عدد من اليساريين داخل MRG، مثل ليو هامون أو جان شاربونيل، أثارت له عداوات قوية مع الراديكاليين اليساريين المقربين إلى الحزب الاشتراكي. في عام 1978، عُييّن وسيطًا للجمهورية من قبل فاليري جيسكار ديستان.
حصلت حركة الراديكاليين اليساريين على رئاسة المجلس الإقليمي لكورسيكا في عام 1974 مع فرانسوا جاكوبي واحتفظت بها حتى عام 1980 ثم استعادتها في عامي 1981-1982. في عام 1982، تغيرت كورسيكا إلى وضع جديد وأصبحت جماعة إقليمية، ومنذ ذلك الحين أصبح رئيس مجلس كورسيكا هو من يدير السلطة التنفيذية في الجزيرة. أصبح بروسبير ألفونسي (حركة الراديكاليين اليساريين) رئيسًا لإقليم كورسيكا وظل كذلك حتى عام 1984. بعد عام 1984، فاز اليمين في الانتخابات الإقليمية.
كان ترشيح ميشيل كريبو للانتخابات الرئاسية في عام 1981 مخيبًا للآمال. حصل على 2.09٪ من الأصوات. شاركت حركة الراديكاليين اليساريين في الحكومة وحصلت على 14 نائبًا في الانتخابات التشريعية.
حدث انشقاق في عام 1982 وأدى إلى إنشاء الحزب الديمقراطي الفرنسي (PDF).
في انتخابات البرلمان الأوروبي في عام 1984، قدم حركة الراديكاليين اليساريين قائمة مشتركة مع البيئويين (بما في ذلك بريس لالوند) و UCR لأوليفييه ستيرن. حصلت القائمة تحت اسم "دعاة حماية البيئة للولايات المتحدة الأوروبية" على 3.32٪ من الأصوات، ولكن لم ينتخب أي مندوب.
في انتخابات البرلمان الفرنسي لعام 1986، أكمل الحزب محاولة تقديم قوائم مستقلة في تحالف مع MGP، قناعة حركة الراديكاليين اليساريين بأن التحالف مع الحزب الاشتراكي هو الحل الوحيد المعقول للبقائ. انتخب سبعة نواب فقط. في ذلك الحين، عمل فرانسوا دوبان ثم إميل زوكاريلي، في قيادة حركة الراديكاليين اليساريين، على إعادة بناء هوية سياسية للراديكاليين اليساريين وتحقيق تحالف متوازن مع الحزب الاشتراكي.
خلال انتخابات الرئاسة في عام 1988، دعمت حركة الراديكاليين اليساريين ترشيح فرانسوا ميتران من الجولة الأولى. حصلت على 9 نواب في الانتخابات التشريعية وشاركت مرة أخرى في الحكومة. في انتخابات البرلمان الأوروبي في عام 1989، شاركت في القائمة التي قادها الحزب الاشتراكي وحصلت على نائبين هما (جان فرانسوا هوري وأندريه سينجون).
في عام 1993، لم يكن لدى حركة الراديكاليين اليساريين سوى ستة نواب بما في ذلك عضو جديد: برنار تابي، الذي انضم في 2 فبراير 1993. دمجت حركة الراديكاليين اليساريين في Bouches-du-Rhône و "Énergie Sud"، التي تأسست في الانتخابات الإقليمية في مارس 1992 من قبل برنار تابي.

### راديكال (1994-1996)
قائمة "الطاقة الراديكالية" التي قادها برنار تابي في انتخابات البرلمان الأوروبي في عام 1994 حصلت على 12.0٪ من الأصوات و13 نائبًا: نويل مامير، برنار تابي، جان فرانسوا هوري، كاثرين لالوميير، كريستيان توبيرا، ميشيل داري، أندريه سينجون، برنار كاستاغنيد، أوديل ليبير فيرير، بيير برادييه، كريستين موستن ماير، دومينيك سان بيير وأنطوانيت فوك.
في 5 نوفمبر 1994، قصّر الحزب اسمه ليصبح ببساطة "راديكال"، ولكنه إحتفظ بإشارة فرعية بعنوان "حركة الراديكاليين اليساريين، والإصلاح والجمهورية".
في فبراير 1995، أعلن جان فرانسوا هوري، رئيس الحركة، ترشحه للانتخابات الرئاسية في أبريل من العام نفسه، حيث اقترح بشكل خاص "جعل البطالة للشباب خارج القانون" و"جعل الحماية الاجتماعية مكوّنًا ضريبيًا". انسحب بعد بضعة أشهر، بسبب استطلاعات الرأي غير المواتية ونقص الدعم من برنار تابي وقادة حركة الراديكاليين اليساريين (إميل زوكاريلي، ميشيل كريبو، أو روجيه جيرار شوارتزنبرغ، الذين فضلوا دعم ليونيل جوسبان من الجولة الأولى). ثم غادر جان فرانسوا هوري رئاسة حركة الراديكاليين اليساريين.

### الحزب الاشتراكي الراديكالي (1996-1998)
في يناير 1996، خلف جان ميشيل بايليه، جان فرانسوا هوري وتعاون مع شخصية إعلامية أخرى، برنار كوشنر الذي عُين حينها "رئيسًا نائبًا للابتكار السياسي". ثم غُيّير اسم الحزب إلى الحزب الاشتراكي الراديكالي (PRS) في 6 أغسطس 1996.
في الانتخابات التشريعية عام 1997، ضمن اليسار المتعدد، حصل الحزب الاشتراكي الراديكالي على 14 نائب وشارك في الحكومة. حتى عام 2002، جلس هؤلاء النواب في الجمعية الوطنية بجانب حزب الخضر الفرنسي وأعضاء حزب شفينستيان.

### حزب اليسار الراديكالي (1998-2017)

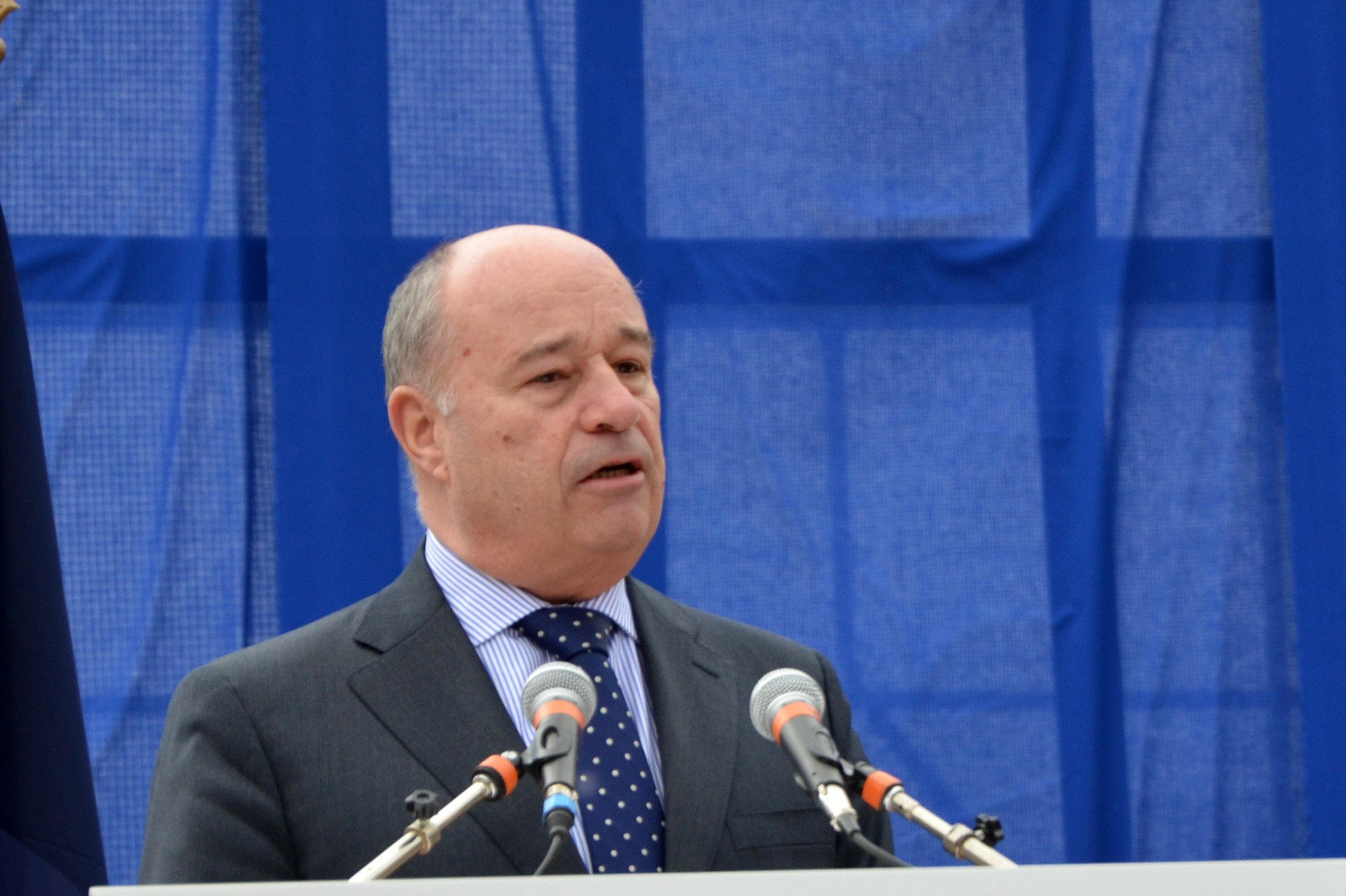
جان ميشيل بايلت، رئيس الحزب من 1996 إلى 2016، والمرشح للانتخابات التمهيدية اليسارية لعام 2011.

#### رئاسة جان ميشيل بايلت (حتى 2016)
في 13 يناير 1998، تم تغيير اسم الحزب إلى الحزب الراديكالي الاشتراكي.
أثناء الانتخابات الرئاسية لعام 2002، اختار الحزب الراديكالي الاشتراكي أن يكون ممثلاً بشخصية غير عضو في الحزب، كريستيان توبيرا، عضو مجلس النواب من غويانا. أثرت هذه القرارات في الحزب بتوترات كبيرة، حيث اختار عدد من نوابه وقادته وعلى رأسهم إميل زوكاريلي دعم ترشيح الجمهوري جان بيير شفينستيان. حققت كريستيان توبيرا 2.32٪ في الانتخابات الرئاسية. انضمت مؤقتًا إلى الحزب الراديكالي الاشتراكي بصفتها نائبة رئيس ومن ثم انسحبت من هذه الوظيفة في عام 2005 ودعت بالتعاون مع إميل زوكاريلي وأغلبية نواب الحزب الراديكالي الاشتراكي للتصويت "ضد" في الاستفتاء الذي جرى في 29 مايو 2005 بشأن مشروع الدستور الأوروبي. في ذلك الوقت، بدا الحزب مشتتًا بين تيار "الليبرالية الاجتماعية" بقيادة جان ميشيل بايليه وتيار "الجمهوريين اليساريين" بقيادة إميل زوكاريلي.

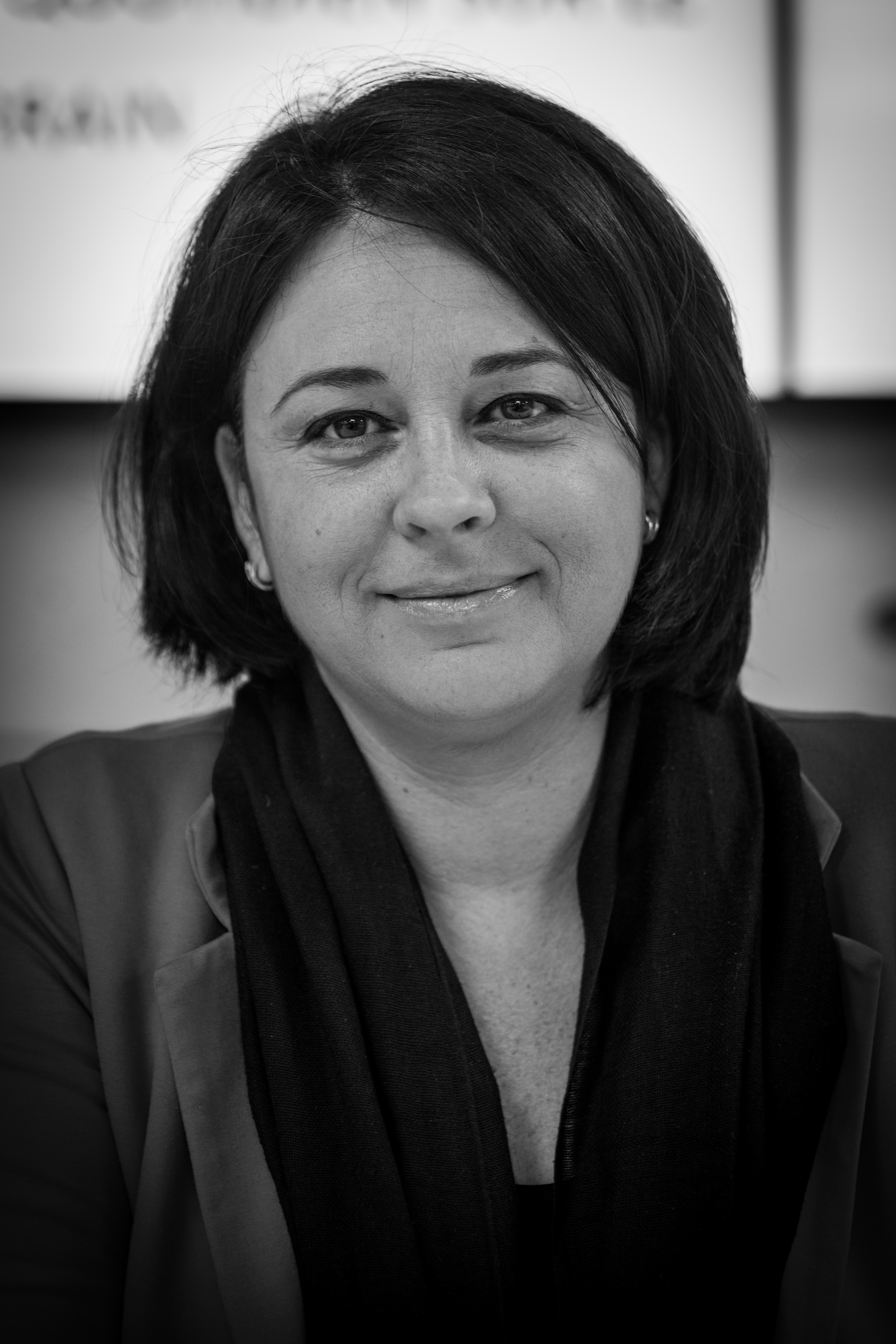
سيلفيا بينيل، رئيسة حزب اليسار الراديكالي من 2016 إلى 2017 ومرشحة للانتخابات التمهيدية اليسارية لعام 2017.

خلال الانتخابات الرئاسية لعام 2007، وافق الأعضاء في مؤتمر استثنائي بأغلبية كبيرة على استراتيجية الاتحاد مع الحزب الاشتراكي من الجولة الأولى للانتخابات الرئاسية. نتيجة لذلك، توصل الحزب الاشتراكي و الحزب الراديكالي الاشتراكي إلى اتفاق عام بشأن الانتخابات التشريعية: تخصص له 36 مقعدًا نيابيًا. وبما أن الغالبية المنتخبة كانت من اليمين، حصل الحزب الراديكالي الاشتراكي على تسعة نواب بينهم خمس نساء. تم هزيمة العديد من المرشحين: إميل زوكاريلي، روجيه جيرار شوارتزنبرغ، فرانسوا هوارت... نتيجة لعدم تحقيق تخفيض عتبة تشكيل مجموعة برلمانية إلى 15 نائبًا، قرر نواب الراديكاليين اليساريين تشكيل مجموعة الشيوعيين والراديكاليين والديمقراطيين والتقدميين (RRDP) مع نائب مندي (جان-نويل كاربنتييه)، ونائب منشق عن الحزب الاشتراكي (أوليفييه فالورني)، ونائب من حزب الحركة الديمقراطية (تييري روبر)، ونائب من GUSR (أري شالوس). رئيس مجموعة RRDP هو جان-مارك أيرو.
في عام 2008، صوت ستة نواب من الراديكاليين اليساريين وبعض أعضاء مجلس الشيوخ من RDSE لصالح تعديل الدستور وساهموا في اعتماده.

#### رئاسة سيلفيا بينيل (2016-2017)
في 17 فبراير 2016، تولت سيلفيا بينيل منصب رئيسة حزب اليسار الراديكالي بعد جان ميشيل بايليه. بينما شغلت هذا المنصب بشكل مؤقت، وكان عليها أن تواجه خلال المؤتمر الذي عقد في سبتمبر مرشحًا آخر لرئاسة الحزب، غييلهيم بورشيرون، مما تناقض الممارسات التي كانت سائدة تحت رئاسة جان-ميشيل بايليه، والذي انتخب برفع الأيدي. بعد أن أعلنت ترشيحها للانتخابات الرئاسية لعام 2017 دون اللجوء إلى الانتخابات الرئاسية لليسار، صوتت سيلفيا بينيل للمشاركة في الانتخابات الرئاسية الأخيرة، حلت في المرتبة الثانية عشرة، بنسبة 2.02٪ من الأصوات. بينما دعم الحزب الفائز في الانتخابات الرئاسية، بنوا هامون، دعوات عدة شخصيات من PRG، مثل جان-ميشيل بايليه، تييري برايار وأنيك جيراردين، إلى التصويت لصالح المرشح، إيمانويل ماكرون.
أنيك جيراردين وجاك ميزار انضما إلى حكومة إدوار فيليب بعد فوز إيمانويل ماكرون. بينما قدم الحزب الراديكالي الاشتراكي للرئيس "تحالفًا واسعًا للحكومة، قادرًا على تأمين الغالبية الرئاسية للعمل بشكل مفيد في مصلحة فرنسا والفرنسيين"، لم يتم التوصل إلى اتفاق انتخابي بين الحزبين، حيث يتم ارتباط حزب La République en marche بحزب الحركة الديمقراطية وحده في الانتخابات التشريعية. بعد الانتخابات، حاول الحزب الراديكالي الاشتراكي دون نجاح تشكيل مجموعة مستقلة في الجمعية الوطنية تضم الراديكاليين اليساريين، والاشتراكيين المنشقين (مثل مانويل فالس)، واليسار المتنوع والبيئيين.

## الرؤساء
شرح: اسم الرئيس (سنة المنصب/ اسم الحزب، الترتيب من الأقدم إلى الأحدث).

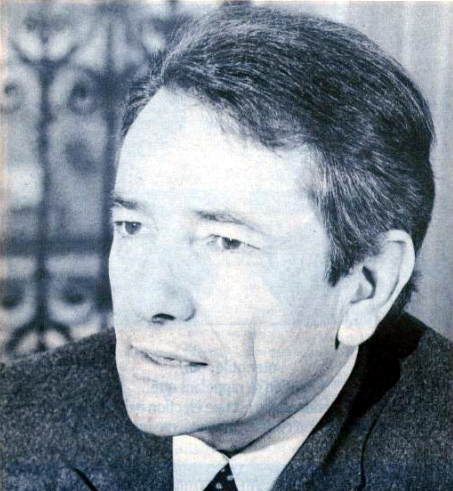
ميشيل كريبو (1978-1981/MRG)
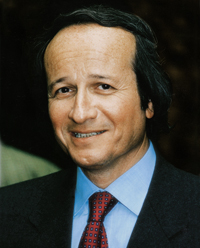
روجر جيرارد شوارتزنبرج (1981-1983 / MRG)
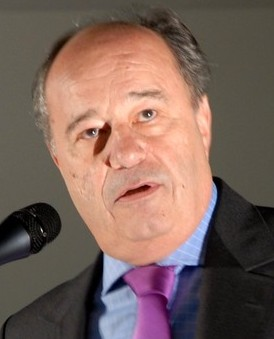
جان ميشيل بايلت (1983-1985 / MRG)
فرانسوا دوبين (1985-1988 / MRG)
إيفون كولين (1988-1989 / MRG)
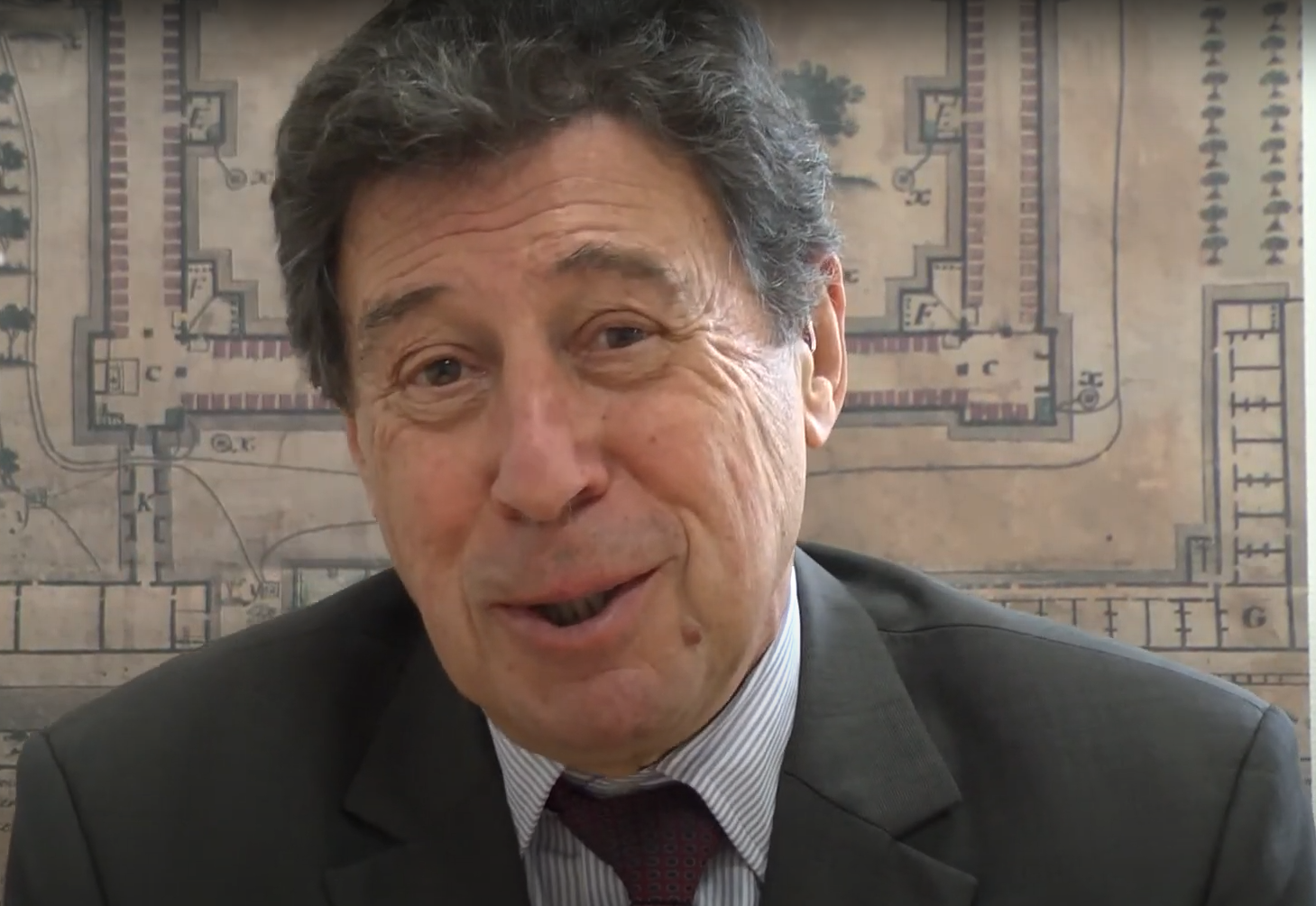
إميل زوكاريلي (1989-1992 / MRG)
جان فرانسوا هوري (1992-1996 / راديكال - إم آر جي)
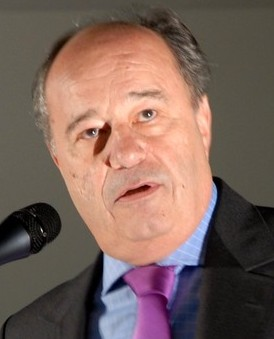
جان ميشيل بايلت (1996-2016 / PRG - PRS - راديكالي) (العودة لرئاسة الحزب)
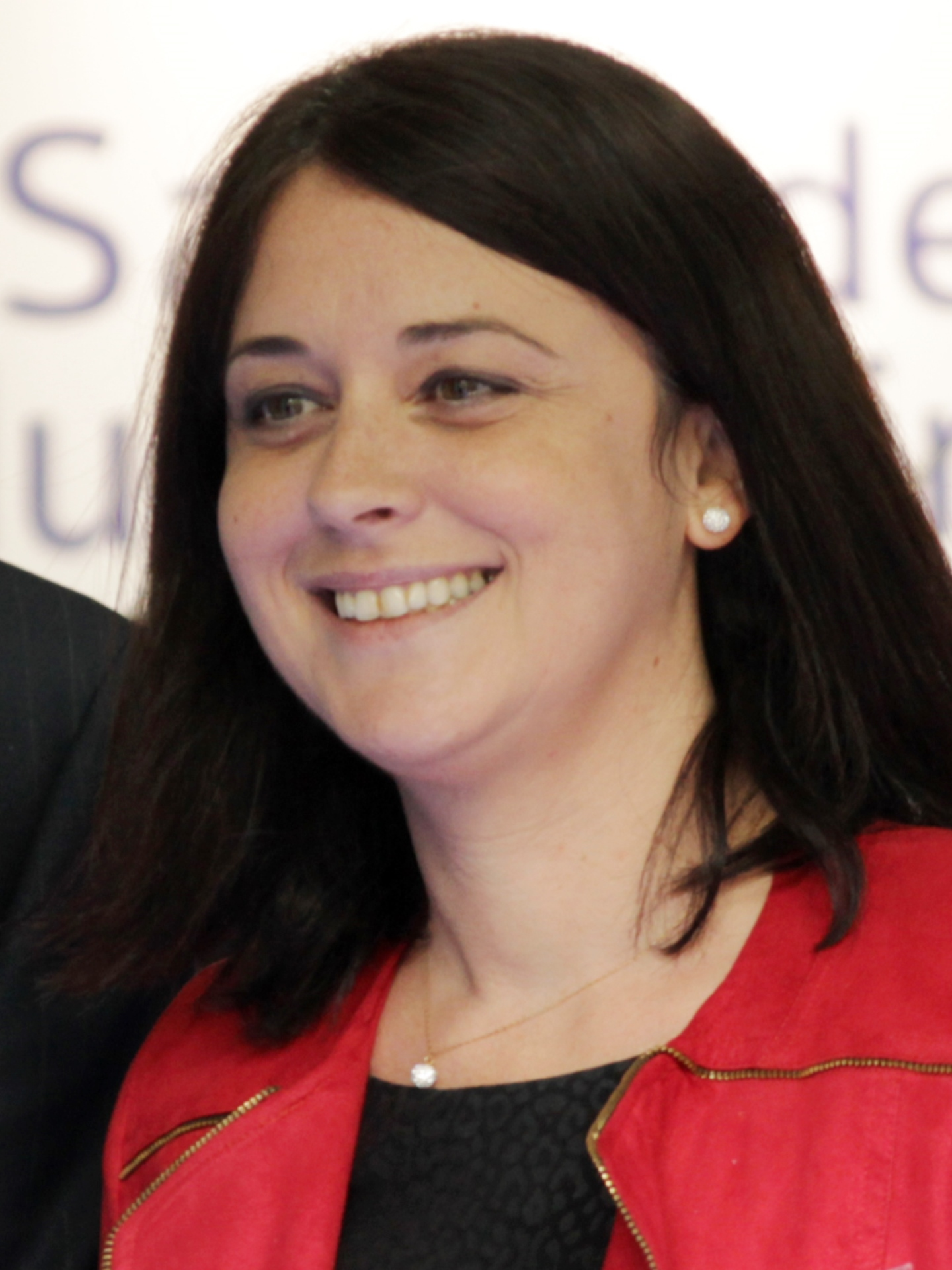
سيلفيا بينيل (2016-2019 / PRG)
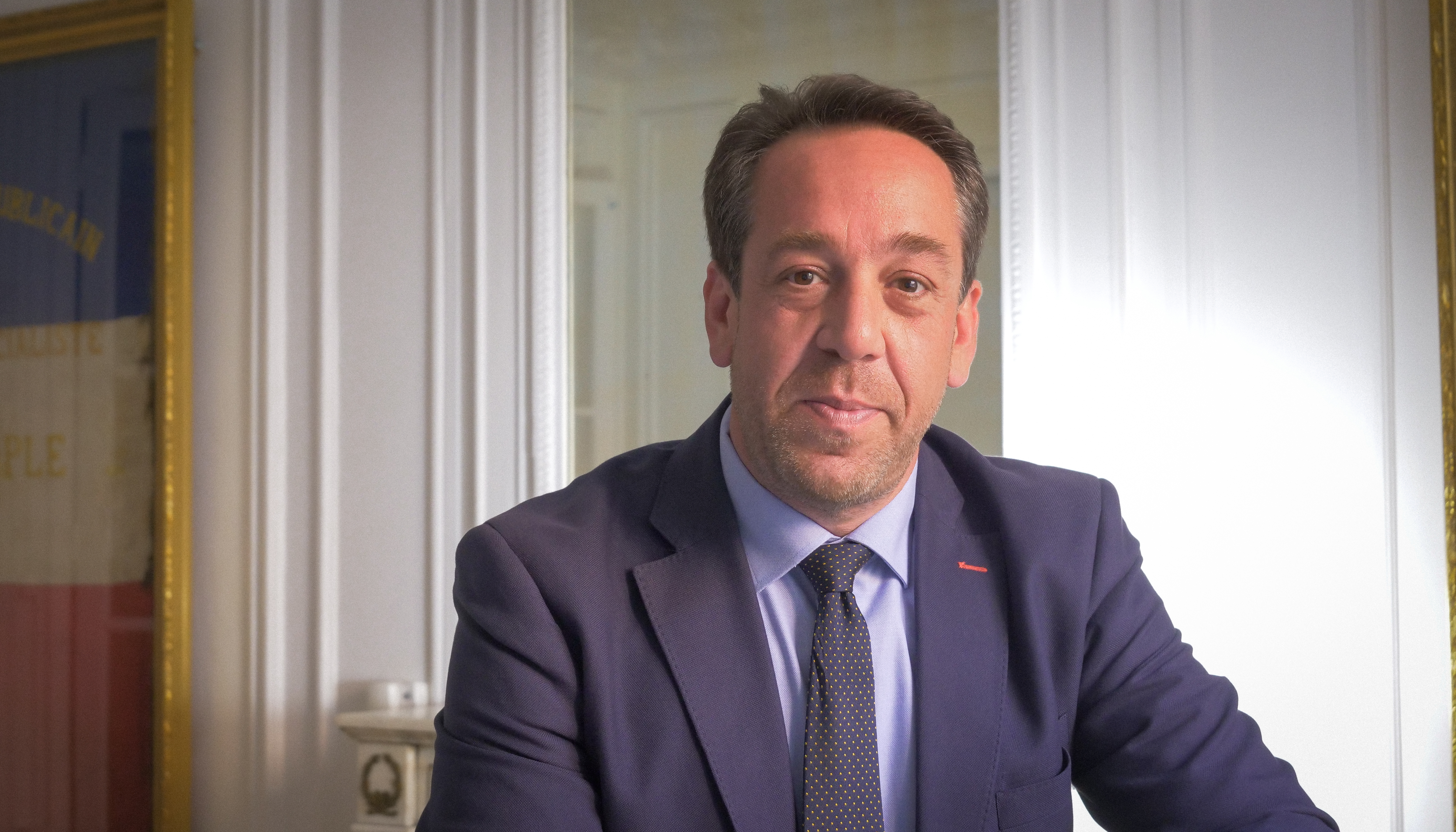
غيوم لاكروا (منذ 2019 / PRG)

## نتائج الانتخابات

### الانتخابات الرئاسية
| سنة  | مُرَشَّح            | النتائج ( المرحلة الأولى) | النتائج ( المرحلة الأولى) | النتائج ( المرحلة الأولى) |
| سنة  | مُرَشَّح            | أصوات                     | %                         | المرتبة                   |
| ---- | --------------- | ------------------------- | ------------------------- | ------------------------- |
| 1974 | فرانسوا ميتران  |                           |                           |                           |
| 1981 | ميشيل كريبو     | 642 847                   | 2,21                      | 7                         |
| 1988 | فرانسوا ميتران  |                           |                           |                           |
| 1995 | ليونيل جوسبان   |                           |                           |                           |
| 2002 | كريستيان توبيرا | 660 447                   | 2,32                      | 13                        |
| 2007 | سيجولين رويال   |                           |                           |                           |
| 2012 | فرانسوا هولاند  |                           |                           |                           |
| 2017 | بينوا هامون     |                           |                           |                           |

### الانتخابات التشريعية
| السنة | %         | %         | المقاعد | الحالة                      | حكومة                                                        |
| السنة | المرحلة 1 | المرحلة 2 | المقاعد | الحالة                      | حكومة                                                        |
| ----- | --------- | --------- | ------- | --------------------------- | ------------------------------------------------------------ |
| 1973  | 2,8       | ?         | 13 /490 | معارضة                      |                                                              |
| 1978  | 2,1       | 2,4       | 10/ 491 | معارضة                      |                                                              |
| 1981  | 1,4       | ?         | 14/ 491 | الأغلبية المطلقة            | موروي الأول، موروي الثاني، موروي الثالث، فابيوس              |
| 1986  | 0,4       |           | 7/ 577  | معارضة                      |                                                              |
| 1988  | 1,1       | 1,3       | 9/ 577  | الأغلبية المطلقة ثم النسبية | روكار الأول، روكار الثاني، كريسون، بيريجوفوي                 |
| 1993  | 0,9       | 1,2       | 6/ 577  | معارضة                      |                                                              |
| 1997  | 1,4       | 2,2       | 13/ 577 | الأغلبية المطلقة            | جوسبان                                                       |
| 2002  | 1,5       | 2,1       | 7/ 577  | معارضة                      |                                                              |
| 2007  | 1,3       | 1,6       | 8 /577  | معارضة                      |                                                              |
| 2012  | 1,7       | 2,3       | 12/ 577 | الأغلبية المطلقة            | ايرولت الثاني، فالس الأول، فالس الثاني، كازينوف، فيليب الأول |
| 2017  | 0,5       | 0,4       | 3/ 577  | معارضة                      |                                                              |
| 2022  | 0,5       | 0,2       | 0/ 577  | خارج البرلمان               |                                                              |

### الانتخابات الأوروبية
| سنة  | صوت       | %     | مقاعد   | المرتبة | رئيس القائمة                                                   | المجموعة |
| ---- | --------- | ----- | ------- | ------- | -------------------------------------------------------------- | -------- |
| 1979 | 4 763 026 | 23,5  | 2 / 81  | 2       | فرانسوا ميتران (PS )                                           | SOC      |
| 1984 | 670 474   | 3,32  | 0 / 81  | 6       | أوليفييه شتيرن ( UCR )، بريس لالوند (MEP)، فرانسوا دوبين (MRG) | بدون     |
| 1989 | 4 286 354 | 23,6  | 5 / 81  | 2       | لوران فابيوس (PS)                                              | SOC      |
| 1994 | 2 344 457 | 12,03 | 13 / 87 | 4       | برنارد تابي (MRG)                                              | ARE      |
| 1999 | 3 874 231 | 22,0  | 2 / 87  | 1       | فرانسوا هولاند (PS)                                            | PSE      |
| 2014 | 2 650 357 | 14,0  | 1 / 74  | 3       | جان كريستوف كامباديليس (PS)                                    | S&D      |
| 2019 | 1 403 170 | 6,19  | 0 / 79  | 6       | رافائيل جلوكسمان (PP )                                         | S&D      |

- القائمة المشتركة مع الحزب الاشتراكي (1979: 20 مقعدًا، 1989: 17 مقعدًا، 2014: 12 مقعدًا).
- القائمة المشتركة مع UCR (0 مقاعد) وMEP (0 مقاعد).
- القائمة المشتركة مع الحزب الاشتراكي (18 مقعدًا) وحركة المواطنين (مقعدان).
- القائمة المشتركة مع Place Publique (مقعدين) و Nouvelle Donne (مقعد واحد) والحزب الاشتراكي (3 مقاعد).